# Oelsnitz/Erzgeb.
Pour les articles homonymes, voir Oelsnitz.
Oelsnitz/Erzgeb. est une ville de Saxe (Allemagne), située dans l'arrondissement des Monts-Métallifères, dans le district de Chemnitz.

## Évolution démographique
| Année      | 1834  | 1910   | 1939   | 1950   | 1960   | 1981   | 1998   | 2006   | 2014   | 2017   |
| ---------- | ----- | ------ | ------ | ------ | ------ | ------ | ------ | ------ | ------ | ------ |
| Population | 3 814 | 16 213 | 18 596 | 19 632 | 18 485 | 13 929 | 13 508 | 12 479 | 11 175 | 11 014 |

## Jumelages
- Avion (Pas-de-Calais) (France) depuis 1961
- Mimoň (Tchéquie) depuis 1968
- Sprockhövel (Allemagne) depuis 2000
- Chodov (Sokolov) (Tchéquie) depuis 2004